# 대한민국-아랍에미리트 비밀협정 체결 논란
대한민국-아랍에미리트 비밀협정 체결 논란은 문재인 정부 임종석 비서실장이 2017년 12월 9일 아랍에미리트(UAE)를 특사로 방문하면서 불거진 양국 간의 외교 갈등 의혹과 논란이다. 논란 초기에는 야권에서 청와대와 임종석 비서실장에게 여러 의혹을 제기했지만, 김태영 전 국방장관이 비밀협정(한-UAE 군사협력협정) 체결 사실을 털어놓으면서, 이명박 정부의 위법협정체결논란, 이면합의 논란이 제기되기도 했다.

## 논란

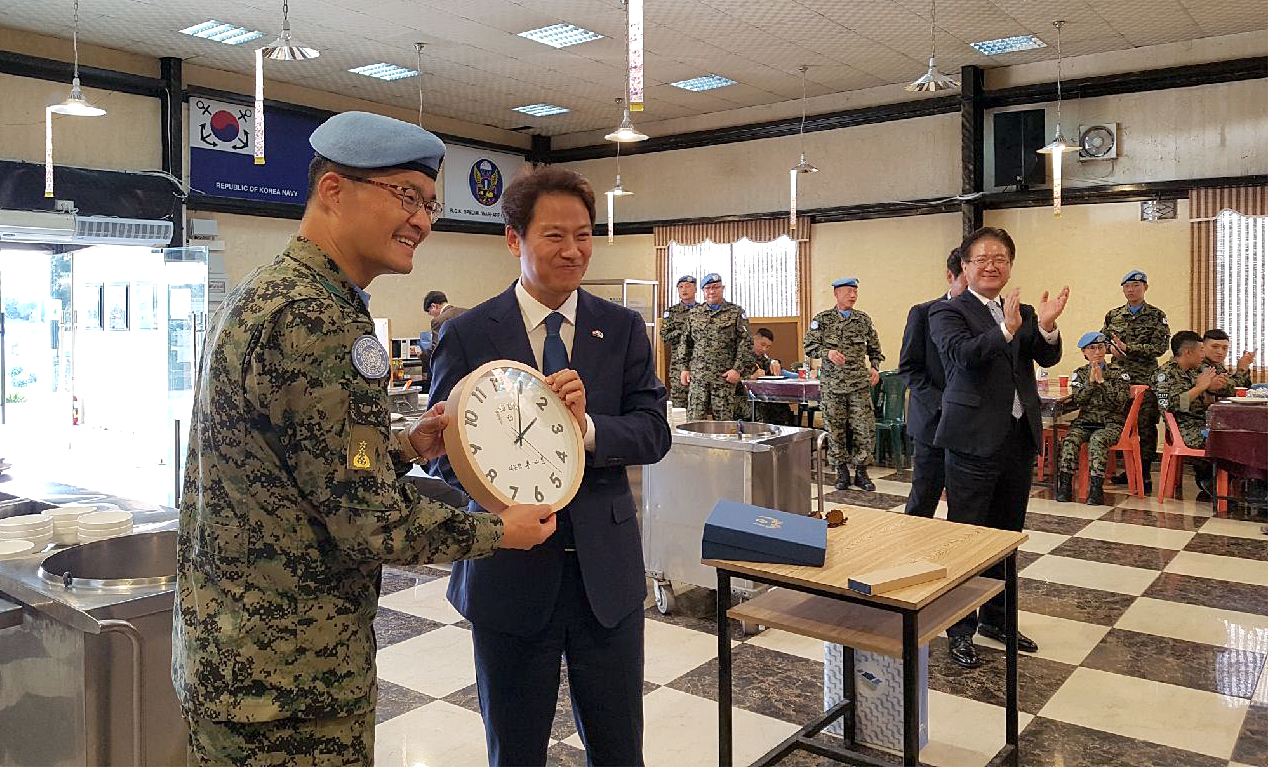
대통령 특사로 레바논 동명 부대를 방문한 임종석

임종석은 대통령 특사 자격으로 2017년 12월 9일부터 12일까지 2박 4일 일정으로 UAE와 레바논을 방문하였다. 그러나 청와대 살림을 책임지는 대통령 비서실장의 특사 파견은 극히 이례적이고, 문재인 대통령의 중국 순방을 코앞에 둔 시점에 굳이 무리해서 특사 파견을 할 이유가 없으며, 송영무 국방부 장관이 이미 12월 3일부터 5일까지 UAE 아크 부대, 오만 청해 부대, 레바논 동명 부대를 방문해 파병 장병을 격려한 바 있어 불과 1주일 만에 같은 곳을 방문할 이유가 없다는 점에서 특사 파견 이유에 대해 여러 가지 의혹을 낳았다. 임종식 실장의 방문이 언론에 보도되고, 야당이였던 자유한국당이 이를 지적하면서 논란이 시작되었다.

## 경과
초기에는 임종석의 대북 접촉설도 제기되었으나, 차츰 관련 정황이 드러나면서 대한민국과 아랍에미리트 간에 외교 갈등 의혹이 불거졌다. 최초 청와대는 문재인 대통령을 대신해 우리 장병들을 격려하기 위한 것이라고 설명하였으나, 석연치 않은 점이 많자 정치권에서 본격적으로 의혹을 제기하였다.
자유한국당 김성태 원내대표는 문재인 정부가 이명박 정부의 원전 수주와 관련해 금전 거래가 있었던 것처럼 들쑤시고 다니자, UAE 왕세제가 국교 단절까지 거론하며 격렬히 비난하였고, 이를 수습하기 위해 임종석이 달려갔다는 얘기가 있다고 주장하였다.

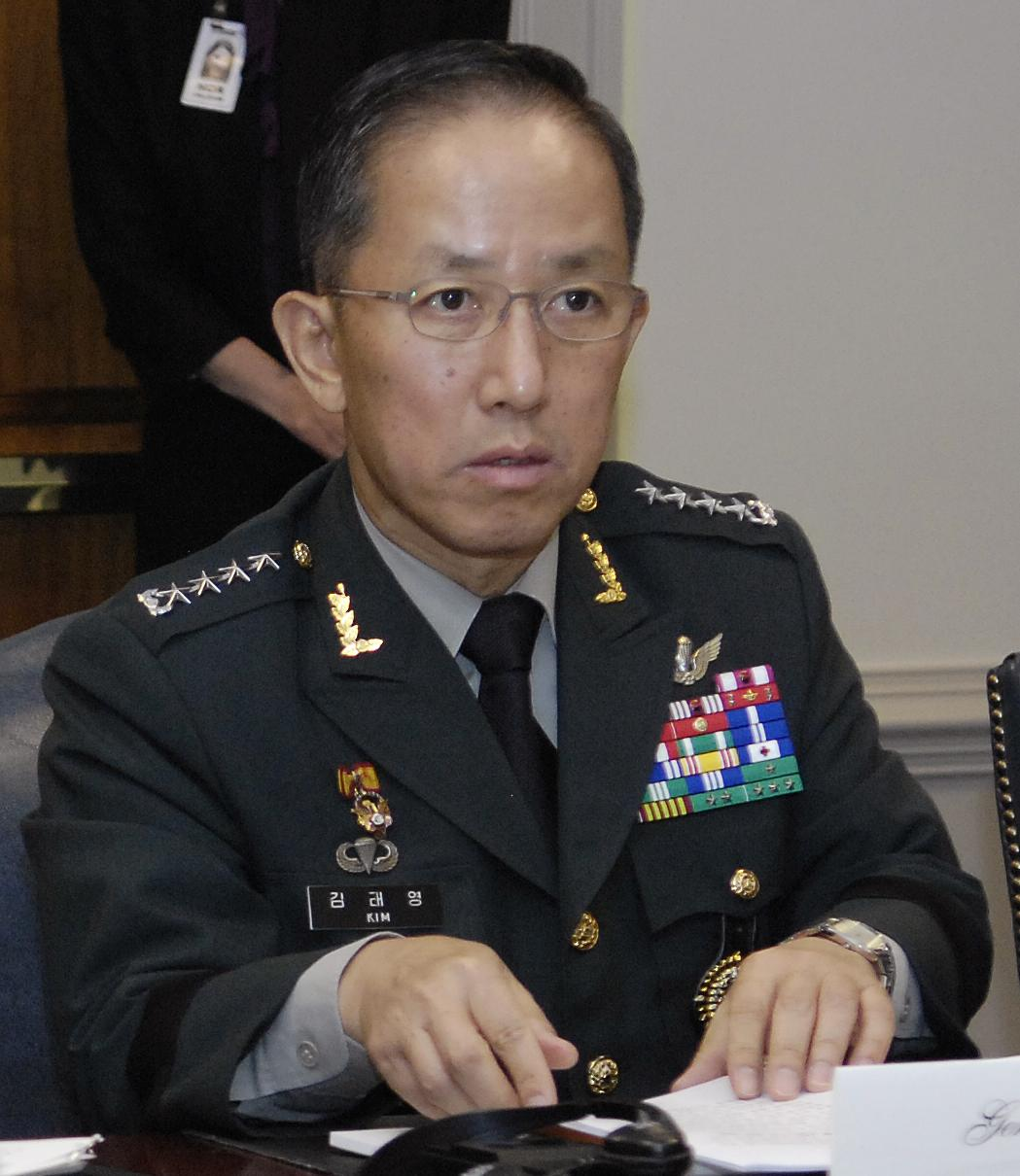
김태영 전 국방부 장관

이러한 논란이 지속되는 가운데, 이명박 정부의 김태영 전 국방부장관은 이명박 정부 때 아랍에미리트(UAE)와 원전 수주 계약을 맺으면서 유사시 군사 개입을 약속하는 비밀 군사협정이 있었다고 털어놨다. 당시 외교부와 국방부 간 이견이 있었으나, 군사협정 비밀리에 체결되었다. 이후 이명박 정부의 비밀협정 체결 논란으로 발전하면서 자유한국당은 대정부공세를 더 이상 벌이지 못 하고 거꾸로 수세에 몰렸으며, 제3당 국민의당과 야권공조도 이루어지지 못했다.
김종대 정의당 의원은 'UAE 유사시 군 자동개입'에 대해 “이걸 인계철선이라고 한다. 한미상호방위조약에도 자동개입 조항은 없다”며 “보통 이런 정도의 국군파병이나 이런 상호방위협정을 맺을 때는 이건 헌법에서 중대한 안전보장에 영향이 크기 때문에 반드시 조약으로 체결해 국회의 비준을 받으라고 되어 있다”고 협정의 위법성을 지적했다.
대한민국 내 비밀협정 체결에 대한 여당과 야당의 입장이 대립하는 가운데, 칼둔 UAE 행정청장이 한국을 방문하여 문재인 대통령을 접견하였다. 2018년 3월 25일, 문재인 대통령은 UAE를 국빈 방문하였으며, UAE 왕세제와 정상회담을 가졌다. 정상회담 이후 한국과 UAE는 특별 전략적 동반자관계 격상에 합의하며, 비밀협정에 대한 양국 간 문제를 해결하였다.
김성태 자유한국당 원내대표와 임종석 비서실장은 2018년 1월 12일에 접견을 하였고, 이후 김성태 원내대표가 더 이상 이 문제에 대해서 언급하지 않겠다고 종결지었다.

## 같이 보기
- 상호군수지원협정
- 바라카 원자력 발전소
- 한-UAE 군사협력협정